# Sistema de Educación Media Superior (Universidad de Guadalajara)
El Sistema de Educación Media Superior (SEMS) dentro de la Red Universitaria de Jalisco despliega labores de enseñanza, investigación y divulgación en el nivel medio superior desde su establecimiento en 1994. Con sedes distribuidas en todo el territorio jalisciense, ofrece una variedad de 30 opciones educativas, incluyendo bachillerato propedéutico, tecnológico y de tecnólogos profesionales. Además, supervisa más de setenta planteles afiliados con Reconocimiento de Validez Oficial de Estudios.
En congruencia con su misión, el SEMS se compromete con la ética, calidad, pertinencia, innovación y transparencia en sus funciones, manteniendo una estrecha relación con la sociedad, fomentando la generación y aplicación de conocimientos, así como la difusión cultural, y promoviendo un desarrollo inclusivo y sostenible.
La calidad es un pilar en la gestión institucional de los programas educativos del SEMS. Se establece un organismo interno de calidad y se trabaja continuamente en la implementación de mecanismos que aseguren la calidad y faciliten la acreditación de los planteles, a través de la sistematización de los procesos académicos y administrativos. Además, la planta docente recibe formación constante, incluyendo el Programa de Formación Docente de la Educación Media Superior y el Proceso de Certificación en Competencias Docentes, para reforzar su compromiso con la calidad.
El horizonte a medio plazo del SEMS no solo se centra en el aseguramiento de la calidad, sino también en la implementación desde 2020 del Programa de Prepas al 100, que brinda la oportunidad de cursar el bachillerato a todos los solicitantes que lo deseen y completen los trámites correspondientes. Esto contribuye a incrementar la matrícula y ampliar las oportunidades educativas en concordancia con la obligatoriedad del ciclo educativo según la Constitución Federal. 

## Historia
La gestión de la enseñanza del nivel medio superior en la Universidad de Guadalajara (UdeG) ha experimentado una evolución significativa desde su fundación en 1925. Las transformaciones institucionales han sido clave para la creación y desarrollo del Sistema de Educación Media Superior (SEMS), con su estructura y funciones actuales.
En sus etapas más representativas

### Fundación de la Universidad de Guadalajara en 1925 (Origen)
En este punto inicial, las escuelas preparatorias o politécnicas estaban bajo la administración directa de la Rectoría Central, que a su vez dependía del Gobierno del Estado.

### Departamento de Enseñanza Preparatoria en 1972 (primer modelo de administración)
Tras la reforma de 1972, se estableció el Departamento de Enseñanza Preparatoria, encargado de coordinar los asuntos académicos del nivel medio superior. Este departamento estaba dirigido por un director, un secretario, coordinadores de área y un Consejo Técnico.

### Dirección de Enseñanza Media Superior en 1992 (rumbo a la Red Universitaria)
En la década de los 90, se gestaron medidas de transformación que llevaron a la creación de la Dirección General de Enseñanza Media Superior (DEMS) en 1992. Esta entidad se encargó de mediar la Reforma Académica de las escuelas del nivel medio superior.

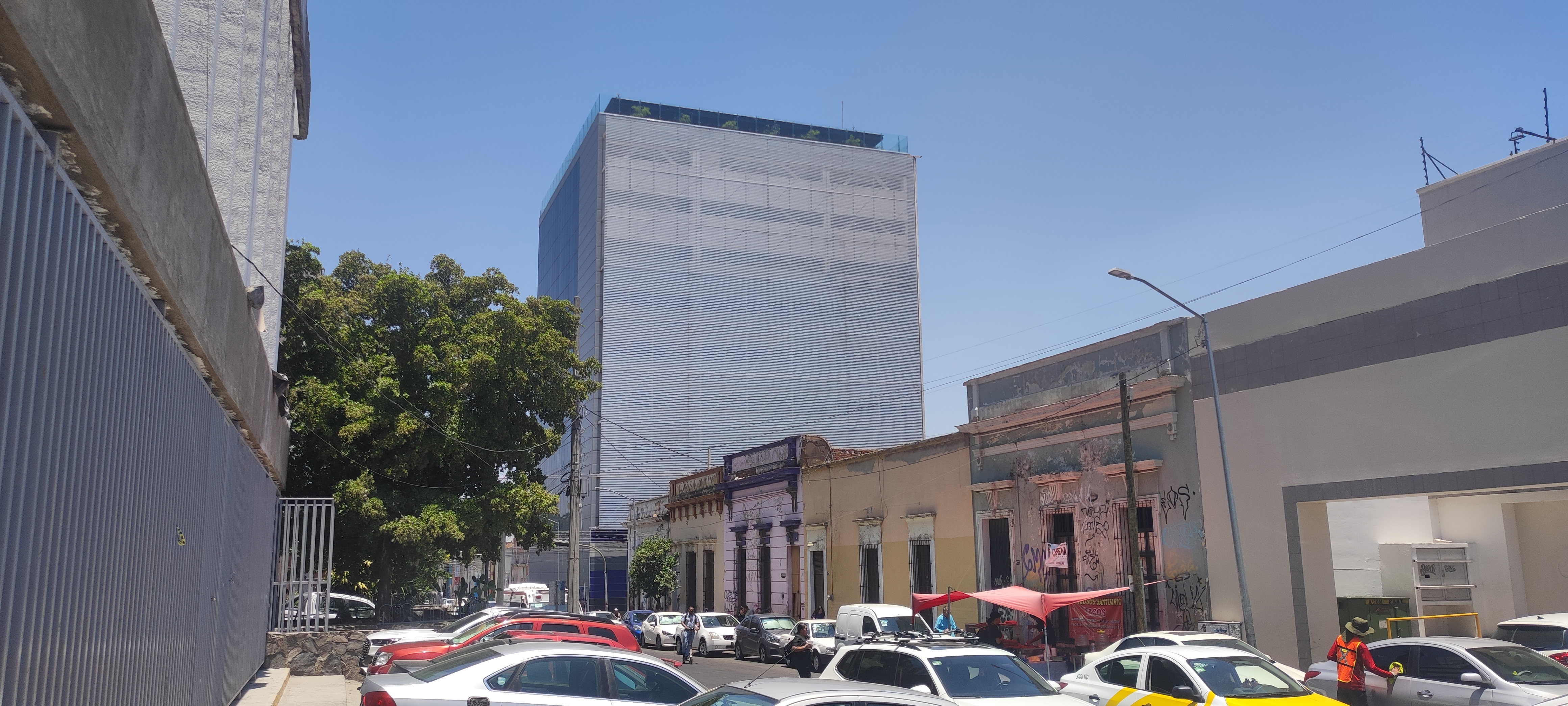
Edificio sems UdeG.

### Sistema de Educación Media Superior en 1994 (organización actual)
Con el establecimiento de la Red Universitaria de Jalisco en 1993, se definió una nueva estructura organizativa que incluía una Administración General dependiente del Rector General, los Centros Universitarios Temáticos y Regionales, y el SEMS.

## Oferta Educativa
Lo siguiente en semestres BGCUDG

1 semestre
- Apreciación del arte
- Comprensión de la ciencia
- Descripción y comunicación
- Educación para la salud
- Física I
- Lengua extranjera I
- Matemática y vida cotidiana I
- Perspectiva de Género
- Sexualidad humana
- Taller de habilidades para el aprendizaje
- Tecnologías de la información I

2 semestre
- Acercamiento al desarrollo deportivo
- Autoconocimiento y personalidad
- Comprensión y exposición
- Física II
- Lengua extranjera II
- Matemáticas y vida cotidiana II
- Química I
- Tecnologías de la información II

3 semestre
- Análisis y argumento
- Lengua extranjera III
- Matemática y ciencia I
- Química II
- Raíces culturales
- Recreación y aprovechamiento

4 semestre
- Actividad física y desarrollo personal
- Biología I
- Crítica y propuesta
- Democracia y soberanía nacional
- Formación ciudadana
- Lengua extranjera IV
- Matemática y ciencia II

5 semestre
- Biología II
- Ciudadanía Mundial
- Diseño de plan de vida
- Estilo y corrección
- Identidad y Filosofía de Vida
- Lengua Extranjera V
- Precálculo

6 semestre 
- Análisis económico
- Geografía y cuidado del entorno
- Habilidad verbal
- Lengua extranjera VI
- Matemática avanzada
- Reflexión ética

### Bachillerato Tecnológico en Diseño y Construcción
1° semestre
- Dibujo geométrico, ergonómico y arquitectónico
- Comunicación verbal y escrita
- Construction and communication of ideas
- Aritmética
- Ética profesional
- Control de calidad y materiales
- Reglamentación y normas de construcción
- Sociología urbana
- Historia regional y nacional

2° semestre
- Proyecto digital en 2D y 3D
- Desarrollo sustentable
- Procesos y sistemas edificatorios
- Tecnicismos en la construcción
- Métodos algebraicos
- Herramienta manual y equipo pesado
- Elaboración de documentos electrónicos
- Mecánica de los materiales
- Tecnología e impacto ambiental

3° semestre
- Principios del urbanismo
- Representación tridimensional y métodos de perspectivas
- Arte y estética
- Drafting of texts
- Reacciones de los materiales
- Trigonometría
- Instalaciones hidráulicas y sanitarias
- Elaboración e interpretación de textos
- Desarrollo personal y proyecto de vida

4° semestre
- Diseño de proyectos de viviendas
- Estática y Cálculo estructural
- Instalaciones eléctricas y de gas
- Application of concepts in the construction
- Mediciones topográficas
- Funciones trigonométricas topográficas
- Entorno y medio ambiente
- Prácticas profesionales

5° semestre
- Supervisión de construcción
- Presupuestos y programación de obras
- Métodos topográficos
- Servicio social

6° semestre
- Administración, normatividad y recursos humanos
- Nivelaciones topográficas
- Resistencia de materiales en la edificación
- Proyecto Aplicación e innovación tecnológica

### Bachillerato Tecnológico Químico en Control de Calidad y Medio Ambiente
1° semestre
- Seguridad industrial y relaciones humanas
- Redacción e informática
- Knowing yourself in the office
- Operaciones básicas
- Material y equipo de laboratorio
- Estequiometría y carbono
- Cultura ambiental

2° semestre
- Procesos administrativos y archivonomía
- Determinaciones analíticas
- Operaciones formales
- La comunicación en el laboratorio
- Reading and writing

3° semestre
- Análisis y representación de datos
- Análisis de microorganismos
- Organismos vivos
- The wording and information
- Relaciones y ecuaciones
- Captura de imágenes

4° semestre
- Calidad de los procesos industriales
- Economía y gestión documental
- Mundo natural y tecnología
- Integridad laboral
- Análisis fisicoquímicos
- Impacto y equilibrio ecológico
- Sistemas ecológicos
- La vida y sus interacciones

5° semestre
- Medidas paramétricas
- Cultura del uso del agua
- Hidrodinámica
- Cuencas hidrológicas
- Plantas de tratamiento de aguas
- Legislación ambiental
- Tratamiento y manejo de desechos
- Prácticas profesionales

6° semestre
- Análisis fisicoquímico del agua
- Actividades físicas saludables
- México y contexto internacional
- Servicio Social
- Proyecto de Aplicación e innovación tecnológica